# Carex thouarsii
Carex thouarsii är en halvgräsart som beskrevs av Dugald Carmichael. Carex thouarsii ingår i släktet starrar, och familjen halvgräs. IUCN kategoriserar arten globalt som livskraftig.
Artens utbredningsområde är Tristan da Cunha. Inga underarter finns listade i Catalogue of Life.